# Lumír Kiesewetter
Lumír Kiesewetter (* 27. September 1919 in Litomyšl; † 14. April 1973) war ein tschechoslowakischer Speerwerfer.
Bei den Leichtathletik-Europameisterschaften 1946 in Oslo wurde er Siebter und bei den Olympischen Spielen 1948 in London Elfter.
Seine persönliche Bestleistung von 71,66 m stellte er am 3. September 1947 in Opava auf.